# Imets László
Imets László (Csíkszereda, 1934. március 13. –) erdélyi magyar képzőművész és illusztrátor.

## Életútja
A csíkszeredai Műszaki Középiskolában érettségizett (1952). A faiparban, majd feketekerámia-műhelyben dolgozott, a Hargita megyei Néptanács Helységrendezési Osztályának technikusa, innen 1990-ben vonult nyugalomba, de a fametszést nem hagyta abba. A kezdeti rajztanulmányok és festészet után 1966-tól kenyérkereső munkája mellett fametszéssel is foglalkozik. Gy. Szabó Béla jeles kolozsvári grafikus és fametsző biztatására 1967-től hazai tárlatokon és egyéni kiállításokon, ex libriseivel külföldi kiállításokon is részt vett. A XIV. Stáció c. nagyméretű fametszet-sorozatát 1986-ban készítette el a tusnádi új római katolikus templom részére. 1994 áprilisában Marosvásárhelyen már többedszerre mutatták be újabb fametszeteit. 2002-ben a soproni Erdélyi Házban rendezték meg fametszet-kiállítását. Metszeteit közölte az Utunk, Vörös Lobogó, Szabad Szó, Előre, Ifjúmunkás, Művelődés, Hargita, Vörös Zászló.
Irodalmi portrét, fametszetet készített Petőfi Sándorról, Benedek Elekről, Bartók Béláról, Kőrösi Csoma Sándorról, Bethlen Gáborról. Illusztrálta Ady Endre Most már megállhatok c. versét, Imets Dénes Repülj, madár, repülj... (1970), Kövesdi Kiss Ferenc Reménység-dajkálók (1977), valamint Domokos Pál Péter Bartók Béla kapcsolata a moldvai csángó-magyarokkal (Budapest, 1981) c. könyvét.